# Faye O'Connor
Faye Emily O'Connor, es una diplomática británica.
Desde 2020, es designada como embajadora en el Uruguay.

## Biografía
O'Connor se unió al servicio diplomático británico en 2001 y ha ocupado varios roles en Londres y distintas partes del mundo. Fue primera secretaria en la oficina de Prosperidad en México, y segunda secretaria política en Moscú. También directora de Desarrollo Internacional en la Representación Permanente de Reino Unido en la ONU en Nueva York. Fue galardonada con la Orden del Imperio Británico. Es presidenta honoraria del Club Uruguayo Británico.
Casada con el mexicano José Ángel Reza Sánchez, es madre de dos hijos.